# Kanonbåden Guldborgsund
Guldborgsund var en kanonbåd, der blev bygget på Orlogsværftet i København og søsat i 1884 og færdigudrustet i 1885. Den var søsterskib til Grønsund. Maskineriet var på 400 HK. Båden er opkaldt efter Guldborgsund mellem Lolland og Falster.

## Tekniske data

### Generelt
- Længde: 36,3 m
- Bredde:  6,1 m
- Dybgang: 2,4 m
- Deplacement: 268 ton
- Fart: 11,6 knob
- Besætning: 46

### Armering
- Artilleri: 2 styk 12 cm kanoner og 2 styk maskinkanoner. Senere omarmeret med 2 styk 47 mm hurtigtskydende kanoner.

## Tjeneste
- Indgået i 1885. Gjorde i adskillige år tjeneste som fiskeriinspektionsskib, både i Nordsøen og i Kattegat. Under 1. verdenskrig indgik den i marinens sikringsstyrke i København. Udgået og solgt i 1922.